# Teatro Municipal Procópio Ferreira
O Teatro Municipal Procópio Ferreira é um teatro municipal localizado no município de Presidente Prudente, estado de São Paulo. Leva o nome de um dos maiores atores brasileiros e é o espaço público de maior utilização da cidade.
Está situado no subsolo do prédio da Prefeitura Municipal, onde funcionava o almoxarifado. O Teatro Municipal tomou forma pelo desejo dos artistas do município que sensibilizou a administração da época. Com 286 lugares, preserva até hoje a estrutura arquitetônica dos teatros dos anos 60 como o forro ondulado e o lambri.